# Prasutan
Prasutan is een bestuurslaag in het regentschap Kebumen van de provincie Midden-Java, Indonesië. Prasutan telt 1033 inwoners (volkstelling 2010).